# Jade North
Jade North (Taree, Austràlia, 7 de gener de 1982) és exfutbolista australià que jugava de defensa. Va disputar 39 partits amb la selecció d'Austràlia.